# Robert Morel
 (septembre 2021).
La mise en forme du texte ne suit pas les recommandations de Wikipédia : il faut le « wikifier ».
Les points d'amélioration suivants sont les cas les plus fréquents :
- Les titres sont pré-formatés par le logiciel. Ils ne sont ni en capitales, ni en gras.
- Le texte ne doit pas être écrit en capitales (les noms de famille non plus), ni en gras, ni en italique, ni en « petit »…
- Le gras n'est utilisé que pour surligner le titre de l'article dans l'introduction, une seule fois.
- L'italique est rarement utilisé : mots en langue étrangère, titres d'œuvres, noms de bateaux, etc.
- Les citations ne sont pas en italique mais en corps de texte normal. Elles sont entourées par des guillemets français : « et ».
- Les listes à puces sont à éviter, des paragraphes rédigés étant largement préférés. Les tableaux sont à réserver à la présentation de données structurées (résultats, etc.).
- Les appels de note de bas de page (petits chiffres en exposant, introduits par l'outil «  Source ») sont à placer entre la fin de phrase et le point final[comme ça].
- Les liens internes (vers d'autres articles de Wikipédia) sont à choisir avec parcimonie. Créez des liens vers des articles approfondissant le sujet. Les termes génériques sans rapport avec le sujet sont à éviter, ainsi que les répétitions de liens vers un même terme.
- Les liens externes sont à placer uniquement dans une section « Liens externes », à la fin de l'article. Ces liens sont à choisir avec parcimonie suivant les règles définies. Si un lien sert de source à l'article, son insertion dans le texte est à faire par les notes de bas de page.
- La présentation des références doit suivre les conventions bibliographiques. Il est recommandé d'utiliser les modèles {{Ouvrage}}, {{Chapitre}}, {{Article}}, {{Lien web}} et/ou {{Bibliographie}}. Le mode d'édition visuel peut mettre en forme automatiquement les références.
- Insérer une infobox (cadre d'informations à droite) n'est pas obligatoire pour parachever la mise en page.

Pour une aide détaillée, merci de consulter Aide:Wikification.
Si vous pensez que ces points ont été résolus, vous pouvez retirer ce bandeau et améliorer la mise en forme d'un autre article.
Pour les articles homonymes, voir Morel.
Robert Morel est un éditeur français né le 22 mars 1922 à Pont-à-Mousson et mort le 15 janvier 1990 à Mimet.

## Biographie
De 1939 à 1945, alors jeune instituteur, Robert Morel entre dans la Résistance à Lyon. Son nom est associé à un mouvement de littérature clandestine, pas tant comme auteur que comme diffuseur (La Littérature clandestine : 1940-1944 / Robert Morel). En 1942, il publie chez Julliard, L'Annonciateur et, en 1944, chez le même éditeur La Mère. Ces deux premiers romans témoignent de son engagement total pour la foi chrétienne. Ils sont honorés par le prix Roberge de l’Académie française en 1944. 
En 1949, il entreprend pour le compte des éditions Arthaud, un projet ambitieux, celui des « Saints de tous les jours ». Il éditera un seul volume sur les douze prévus au départ. La même année il rencontre Odette Ducarre. Tous les deux vont créer le Club chrétien du livre, une maison d'édition dans laquelle ils vont reprendre le projet éditorial des Saints de tous les jours, et dont les maquettes des premières publications sont de Le Corbusier. Entre 1955 et 1962, Robert Morel publie douze mois des Saints de tous les jours. Dans le même temps, il lance un programme d'édition original et singulier. Toutes les maquettes de livres sont signées par O. Ducarre, sa compagne. La maison d'édition connaît un succès retentissant.
En 1961, Robert Morel crée la maison d'édition qui porte son nom. En 1962, il quitte Paris avec Odette Ducarre et leurs trois enfants (François, Marie Morel et Eve) pour s'installer près de Forcalquier, dans le sud de la France, au Jas-du-Revest-Saint-Martin.
Deux collections fondent la renommée des éditions Robert Morel : les Célébrations, livres carrés qui présentent à chaque volume une nouvelle chose à célébrer, et les « O », petits livres dont les pages rondes sont retenues par un anneau.
En dépit de nombreuses difficultés financières, Robert Morel n'aura cessé de publier les livres qu'il aimait faire.

## Auteurs publiés (sélection)
- Claude Aveline
- Joseph Delteil, l'édition originale de La Cuisine paléolithique.
- Marie Denis
- Jean Follain
- Jean Grenier
- Pierre Gripari
- Lucien Henry
- Maurice Lelong
- Pierre Lieutaghi
- Loys Masson
- Georges Mathieu
- Pierre Molaine
- Marie-Noëlle Pelloquin
- Louis Pons (artiste)
- André de Richaud
- A.-D. Sertillanges op
- Vladimir Volkoff
- Daniel Zimmermann

## Collections
Les collections des éditions Robert Morel sont :
- Architecture
- Arts et traditions populaire
- Bien (Le)
- Collection Blanche
- Boite pleine de...
- Cahiers forces vives (Les)
- Célébration
- Célébrations Philips et Robert Morel
- Célébrations sur Disques Soder
- Cent clés pour comprendre...
- Chefs-d'œuvre de xylographie (Les)
- Chroniques
- Classiques spirituels
- Collection blanche
- Corps à vivre (Le)
- Cuisine rustique (La)
- École buissonnière (L')
- Églises de tous les jours (Les)
- Gaîtés (Les)
- Herbier de provence (L')
- J'aime
- Jardin d'amour (Le)
- Jeunesse pratique
- Livre de l'artisanat et de la création
- Livres d'or (Les)
- Livres du dimanche (Les)
- Miracle
- O (Les)
- Originale (L')
- Petits livres de Metz (Les)
- Pratique
- R
- Racines
- Rites, mythes et symboles
- Saints de tous les jours (Les)
- Simples (Les)
- Traditions populaires
- Vocabulaire

### La Collection Blanche

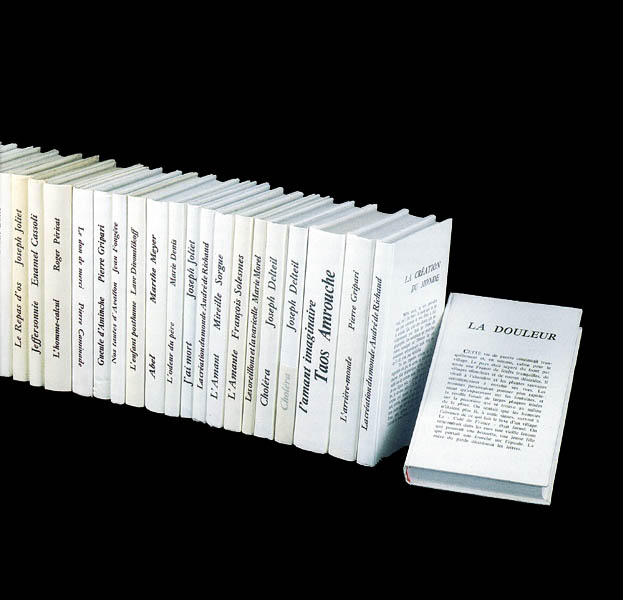
Collection Blanche 1968-1973

Chaque volume dans le format 11,5 x 19,5 cm, est relié sous couverture blanche imprimée et pelliculée. Le texte commence parfois en première page de couverture.
- Adan et Ève, par Marie Morel
- L'Amant, par Mireille Sorgue
- L'amante, par François Solesmes
- L'arrière-monde et autres diableries, par Pierre Gripari
- Le chemin de tout le monde, par Henri Danon
- Choléra, par Joseph Delteil
- La cité des mobiles, par Anne-Marie Marmouset
- La création du monde, par André de Richaud
- Date prévue, par Tootsie Guéra
- Le don de merci, par Pierre Caminade
- La douleur, par André de Richaud
- L'empan, par Gérard Prévot
- Flo, par Jean Fougère
- L'homme-calcul, par Roger Péricat
- Les hors-la-loi, par Roger Péricat
- Hygiène du mariage, par A. Debay
- Il n'y a rien compris, par André de Richaud
- J'ai mort, par Joseph Joliet
- Je suis douce, par Marie-Noëlle Pelloquin
- Nos tantes d'Avallon, par Jean Fougère
- L'odeur du père, par Marie Denis, prix Victor-Rossel 1967.
- Les oreillons et la varicelle par Marie Morel
- Le religieux, par Silja Walter
- Le Repas d'os, par Joseph Joliet
- Riez pour nous, par Jean Anglade
- Saint Jacob, par Jean Cabriès
- La soupe de pain perdu, par Jean-Jacques Morvan
- La terrasse, par François Solesmes
- L'un l'autre, par Jean-Baptiste Baronian
- Un orage à la campagne, de Joseph Joliet

### Les célébrations
La collection « Célébration » comporte 64 titres principaux parus entre 1961 et 1971.
- Célébration de l'andouille, par Maurice Lelong
- Célébration de l'âne, par Maurice Lelong
- Célébration de l'art militaire, par Maurice Lelong et 99 bons auteurs bénévoles
- Célébration de l'asperge, par Robert J. Courtine
- Célébration de l'Auréole, par Womac
- Célébration des Anges, par Anne-Marie Corot
- Célébration de la Barrique, par Pierre Boujut
- Célébration du Bois, par Bernard Clavel
- Célébration de la Boule, par Jean-Christophe Bailly
- Célébration des Cailloux, par Robert Olivaux
- Célébration du Cactus, par Anatole Jakovsky
- Célébration du Chat, par Christian Gali
- Célébration du Cheval, par le Général Angenot
- Célébration de la Chèvre, par Jean Anglade
- Célébration de la Chouette, par Loys Masson
- Célébration du Cimetière, par Maurice Lelong o.p.
- Célébration du Cirque, par Jean Monteaux
- Célébration du Coq, par Bernard Charbonneau, 1966.
- Célébration du Corps, par François Solesmes
- Célébration de l'eau, par Jacques Blanc
- Célébration de l'éponge, par Pierre Ferran
- Célébration de l'épingle à nourrice, par Claude Delmas
- Célébration de l'érable, par Françoise Gaudet-Smet, 1970.
- Célébration des essences, par Xavier Jehanno
- Célébration de la fidélité, par Jean Kellens et Michel Defourny
- Célébration des fourmis, par Marc Beigbeder
- Célébration du fromage, par Maurice Lelong
- Célébration du fumier, par Maurice Lelong
- Célébration du gendarme, par Womac
- Célébration des Grands-Mères, par Marie Denis
- Célébration du Grand-Père, par Hubert Juin
- Célébration de la Grenade, par Pierre Molaine
- Célébration du Hareng, par Alain Borne
- Célébration de la laine, par Jean Blanc
- Célébration de la lavande, par Jean Bouvier
- Célébration de la lettre, par Raymond Gid
- Célébration du lit, par Claude Aveline
- Célébration du maïs, par Frédéric-Jacques Temple
- Célébration de la Marque (de fabrique, de commerce ou de service), par Alphonse Roman et Joseph Henz
- Célébration de la Mer, par François Solesmes
- Célébration du miel, par Maurice Lelong
- Célébration du Miroir, par Jean Grenier
- Célébration de la neige, par Suzy Morel, 1968.
- Célébration de la nouille, par Raymond Olivier
- Célébration de l'œil, par Claude Durix
- Célébration de l'œuf, par Maurice Lelong
- Célébration du pain, par Maurice Lelong o.p.
- Célébration du petit pois, par Michel Claude
- Célébration de la Pierre, par Daniel de Montmollin, images de Pierre Joly et Véra Cardot
- Célébration de la pipe, par Jean Demeys
- Célébration du pissenlit, par Franz Hellen et Suzanne Walter
- Célébration de la pomme, par Franz Hellen, et dessin de Survage
- Célébration de la Pomme de Terre, par Jean Follain
- Célébration du rouge-gorge, par Loys Masson
- Célébration de la Sardine, par Guy Ganachaud
- Célébration du Silence, par Robert Morel
- Célébration du soleil, par Maxime Ferrier
- Célébration de la Taupe, par Maurice Fleurent
- Célébration du Tabac, par Marc Alyn
- Célébration du Tiroir, par Anne-Marie Corot
- Célébration du trou, par Bernard Miot, 1968.
- Célébration du vin, par Maurice Lelong, o.p.
- Célébration du violon, par Herbert Le Porrier
- Célébration du visage, par Pierre Joly et Véra Cardot.

En collaboration avec Philips, les célébrations sur Disques.
- 1968, super 45 tours 437.471 BE[4] Célébration de Johnny Hallyday[5], par Johnny Hallyday.
- Célébration de Juliette Greco, par Claude Dejacques.
- Célébration de La Rose, par L. Masson, R. Codina, B. Debrie.
- Célébration des Putains, par Léon Herschtritt.

### Les «O»
Les « O » sont une collection de livres ronds, créés en 1967 par Odette Ducarre, 96 pages, 6 cm de diamètre, reliés par un anneau de laiton de 3 cm de diamètre.
- no 1. Les Mots de Mao, par Pierre Mourgues
- no 2. Les Jurons et les gros mots, par Maurice Lelong
- no 3. Les Secrets d'amour, par Robert Morel
- no 4. Les Fêtes à souhaiter A/C, d'après Dom Rouillard
- no 5. Pense-bête, par Robert Morel
- no 6. Secrets de rebouteux, par Suzanne Walter
- no 7. Les Mots de Picasso, par Pierre Mourgues
- no 8. 32 pierres précieuses, par Loys Masson
- no 9. 365 fromages, par Pierre Androuët
- no 10. O de Saint-Tropez, par Georges Barry
- no 11. Les Mots de Le Corbusier, par Pierre Mourgues
- no 12. Les Mots d'amour (lui à elle), par Robert Morel
- no 13. 71 tisanes, par Robert Morel
- no 14. Histoires de fous, par Maurice Lelong
- no 15. Les Fêtes à souhaiter D/H, d'après Dom Rouillard
- no 16. Les Fêtes à souhaiter I/N, d'après Dom Rouillard
- no 17. Les Mots de Che Guevara, par Alain Benoit
- no 18. 0 de 1968, par Marianne Brouard
- no 19. Les Mots de Degas, par Jean-Marie Lhôte
- no 20. Leurs derniers mots, par le Père Lelong
- no 21. 36 trucs pour mieux conduire, par Claude Massot et Jacques Séguéla
- no 22. Les Mots d'amour (elle à lui), par Anne Marie Corot
- no 22 HS. Robert Morel éditeur 1968
- no 22 HS. Robert Morel éditeur 1969
- no 23. O TV, par Jean-Pierre Dubois-Dumée, et Yvon Beaugier
- no 23 HS. Aujourd'hui Saint Mamet
- no 23 HS. 100 trucs pour gagner du temps, par Mousseline
- no 24. Les Mots historiques, par Illberg
- no 25. O des santons, par Georges Barry
- no 26. Les Mots de Van Gogh, par Pierre Mourgues
- no 27. Recettes pour bien rêver, par Loys Masson
- no 28. La Littérature en perles, par Pierre Ferran
- no 29. O Olympiques Grenoble petit guide, par Claude Massot et Jacques Séguéla
- no 30. Les Mots de Fidel Castro, par Alain Benoît
- no 31. 88 réponses à tout, par Robert Morel
- no 32. Les Plombiers-zingueurs, par Pierre Dac
- no 33. O des petits Suisses, par Aimé Dufour
- no 34. Les Vrais mots d'enfants, par Pierre Ferran
- no 35. SOS automobile, par Claude Massot et Jacques Séguéla
- no 36. Nasser bavard, par Yahyah El Hayy
- no 37. Je mange des fleurs, par Lucien Henry
- no 38. Ce sera toi, par Robert Morel
- no 39. Dali bavard, par Max Gérard et Danièle Guilbert
- no 40. La Vie de château, par François Calis
- no 41. 130 superstitions, par Suzanne Walter
- no 42. Les Mots d'Oscar Wilde, par Pierre Mourgues
- no 43. Les Grandes plantes, par Pierre Ferran
- no 44. À Cœur Joie, par Monique Gelas
- no 45. Guide de l'occasion (automobile), par Claude Massot et Jacques Séguéla
- no 46. Les Perles du libraire, par Tristan Maya
- no 47. XX animaux et talismans, par Loys Masson
- no 48. Le Petit Rabelais
- no 49. Les billets doux de elle à lui, par Marianne Brouard
- no 50. Je lis les écritures, par Monique Genin
- no 51. Comment reconnaître les insectes nuisibles, par Anne-Marie Perrousseaux
- no 52. 99 menteries, par Marianne Brouard
- no 53. Secrets d'un brocanteur, par Lulu (Lucien Henry)
- no 54. Les Secrets des enfants, par Marie Rouanet
- no 55. Les fêtes à souhaiter O/Z, d'après Dom Rouillard
- no 56. Les Mots de Charles Baudelaire, par Marcelle Bancilhon
- no 57. O des œufs, par Pierre Ferran
- no 58. Petite histoire un peu sainte, par Robert Filliou
- no 59. Urgent crier, par Benedetto
- no 60. Dictons de Provence, par Marie Mauron
- no 61. Je t'aime, par Robert Morel
- no 62. Décrochez la lune, par Alfred Roumanille, et dessins de Catherine Boiteux
- no 63. Sagittaire, par Cécile Cantot
- no 64. Non identifié
- no 65. Bonne année, par André Auzière
- no 66. Le Petit Béjart illustré, par Maurice Buchaillat et André Bilet
- no 67. Non identifié
- no 68. Durand, par Maxime Ferrier

Sans numéro
- Pense à tout
- Aide-mémoire
- Mon O

## Œuvres de Robert Morel
Robert Morel n'était pas seulement éditeur, son œuvre d'écrivain compte plus d'une centaine d'ouvrages.
- Caïn, Éditions Julliard, 1962.
- La Fernande, Éditions Julliard, 1952.
- Le satisfait, Éditions Julliard, 1949.
- Joyeuse, Éditions Julliard, 1949.
- Le coupable innocent, Correa, 1948.
- La farce de Judas (théâtre), Maurice Audin (éditeur), 1947.
- Vous aurez, Éditions Julliard, 1947.
- Images de la vie de Jésus, Texte de Robert Morel. Illustrations de Louis Ribes. Ange Michel éditeur, 1947.
- Vent debout. Les Allemagne. Revue Mensuelle, 1947.
- Manière de vivre. Paraboles. Éditions Corrêa, 1947.
- La farce de Judas, mystère en trois actes. Editions Audin, 1946.
- Damnation. Les Bibliophiles Alesiens, P.A. BENOIT, 1946
- Carte du ciel, les pléiades, cahiers de poésie, 1946.
- La littérature clandestine, Éditions Pierre Fanlac, 1945.
- Saga, Éditions Julliard, 1945.
- L’évangile de Judas, Éditions Julliard, 1945.
- La Mère, vie de Marie*, Éditions Julliard, 1944.
- Poésie 44. Damnation. Revue mensuelle des lettres, Pierre Seghers, 1944.
- Deux pamphlets contre les bien-pensants, Édition de la braconnière, 1944.
- La mère Vie de Marie. Édition littéraire de Monaco à paris, chez René Julliard, 1944.
- L’Annonciateur, Éditions Julliard, 1942.
- Poésie 41. No 5, Revue bimestrielle de la poésie, qui fait suite à la revue Poètes Casqués, 1941.

## Sources

### Livres
- Robert Morel, une aventure éditoriale au XXe siècle, par Reine Bürki, travail universitaire (Enssib), 97 p, décembre 2011.
- « Robert Morel : essai de bibliographie », par Georges Fénoglio Le Goff ; in Robert Morel inventaire, éd. Equinoxe, 2000, p. 125-210.
- Robert Morel, inventaire, catalogue d'exposition (médiathèque Louis-Joseph, Château-Arnoux, Alpes-de-Haute-Provence, 15 décembre 2000-15 mars 2001), Barbentane, éd. Équinoxe, 2000  (ISBN 2-84135-242-0)
- Réédition en 2006 du Privilège de l'être de Georges Mathieu, par les éditions Complicités[6]
- Robert Morel, revue regard, no 15, Marie Morel.

### Émissions de radio
- Après-midi de France-Culture : Hommage à André de Richaud, de Jean Louis Cavalier, France Culture, 1975.
- Un livre des voix: [à propos de l'Empan, de Gérard Prévot], France Culture, 1974.
- Avignon 70: Une soupe chez Robert Morel, de José Pivin, France Culture, 1970.
- Avignon 69, France Culture, 22 août 1969.
- Inter Actualités, reportage de Cécile Delongue, France Inter, 1968.
- À propos du Dictionnaire des superstitions, Madame Inter par Annick Beauchamp, France Inter, 25 avril 1967.
- Grandes enquêtes : interview de Robert Morel, par Jean Bouvier, France Inter, 10 mai 1966.
- Maria la petite provinciale (feuilleton de Robert Morel diffusé sur Radio-Luxembourg du 22 octobre 1951 au 30 juin 1952).
- Solitude (texte lu par Robert Morel à la Radio nationale), 29 mars 1943.

### Films
- Architecture, Odette Ducarre. Passions passions, de Jean-Louis Fournier, TF1, (coul., durée 54 min), 30 septembre 1983.
- Les éditions Robert Morel, Marseille, 13 juin 1975.
- Des livres pour un soulier, Magazine des arts, interview par Marie Albe, 16 décembre 1971.
- Savoir habiter 68 ou le Jas du Revest-Saint-Martin, de Jean-Michel Leuwen, 2e chaîne de télévision, (coul., durée 1 h) 1969.
- Contact, 1re chaîne de télévision, 23 janvier 1969.
- Magazine des arts, 28 septembre 1967.

### Articles
- Robert Morel (1922-1990) de Pascal Fulacher, Art et métiers du livre, no 209, 1997.
- Les Livres à système de l'éditeur Robert Morel, de Olivier Bailly, La Vie du collectionneur, 1997.
- Robert Morel : carrière et production d'un éditeur moderne, de Anne Sauvy, Ed. du Cercle de la librairie Promodis, 1993.
- Robert Morel : 1924-1990, de Alain Zecchini, Encyclopaédia Universalis, 1991.
- Robert Morel : en la communion des saints, de Abbé René Bolle-Reddat, Journal de Notre-Dame du Haut, mars 1990.
- Deux éditeurs ont créé des livres fonctionnels, de Bernard Pivot, Le Figaro littéraire, no 1134, 1968.
- Robert Morel : un œcuméniste de l'édition, de Paul Morelle, Le Monde des livres (supplément au Monde), 1968.
- Un village qui revit : le Jas de Revest-Saint-Martin, de Bernard Clavier (photographie Pierre Joly), Tallandier, no 135.
- L'Aventure de Robert Morel, l'éditeur parisien des Basses-Alpes, Le Monde, 5 avril 1967.